# Lygodium brycei
Lygodium brycei là một loài dương xỉ trong họ Lygodiaceae. Loài này được Baker mô tả khoa học đầu tiên năm 1901.
Danh pháp khoa học của loài này chưa được làm sáng tỏ. 